# 圓眶擬棘鮃
圓眶擬棘鮃為輻鰭魚綱鰈形目鰈亞目棘鮃科的其中一種，分布於東印度洋澳洲海域，棲息深度288公尺，棲息在沙泥底質底層水域，以底棲生物為食，生活習性不明。